# Amorphophallus albus
Amorphophallus albus är en kallaväxtart som beskrevs av P.Y.Liu och J.F.Chen. Amorphophallus albus ingår i släktet Amorphophallus och familjen kallaväxter. Inga underarter finns listade.